# Phi Phi-eilanden
De Phi Phi-eilanden (Thai: หมู่เกาะพีพี) zijn een groep van zes eilanden behorend tot de provincie Krabi in Thailand. Ze liggen op de overgang tussen de Phuketzee en de Andamanse Zee, ongeveer halverwege tussen het eiland Phuket en het vasteland.
De twee belangrijkste en bekendste eilanden van de groep zijn Koh Phi Phi Don (Koh betekent eiland in het Thai) en Koh Phi Phi Lee. De eilanden zijn erg in trek als vakantiebestemming, maar vormen ook een nationaal park.

## Geschiedenis

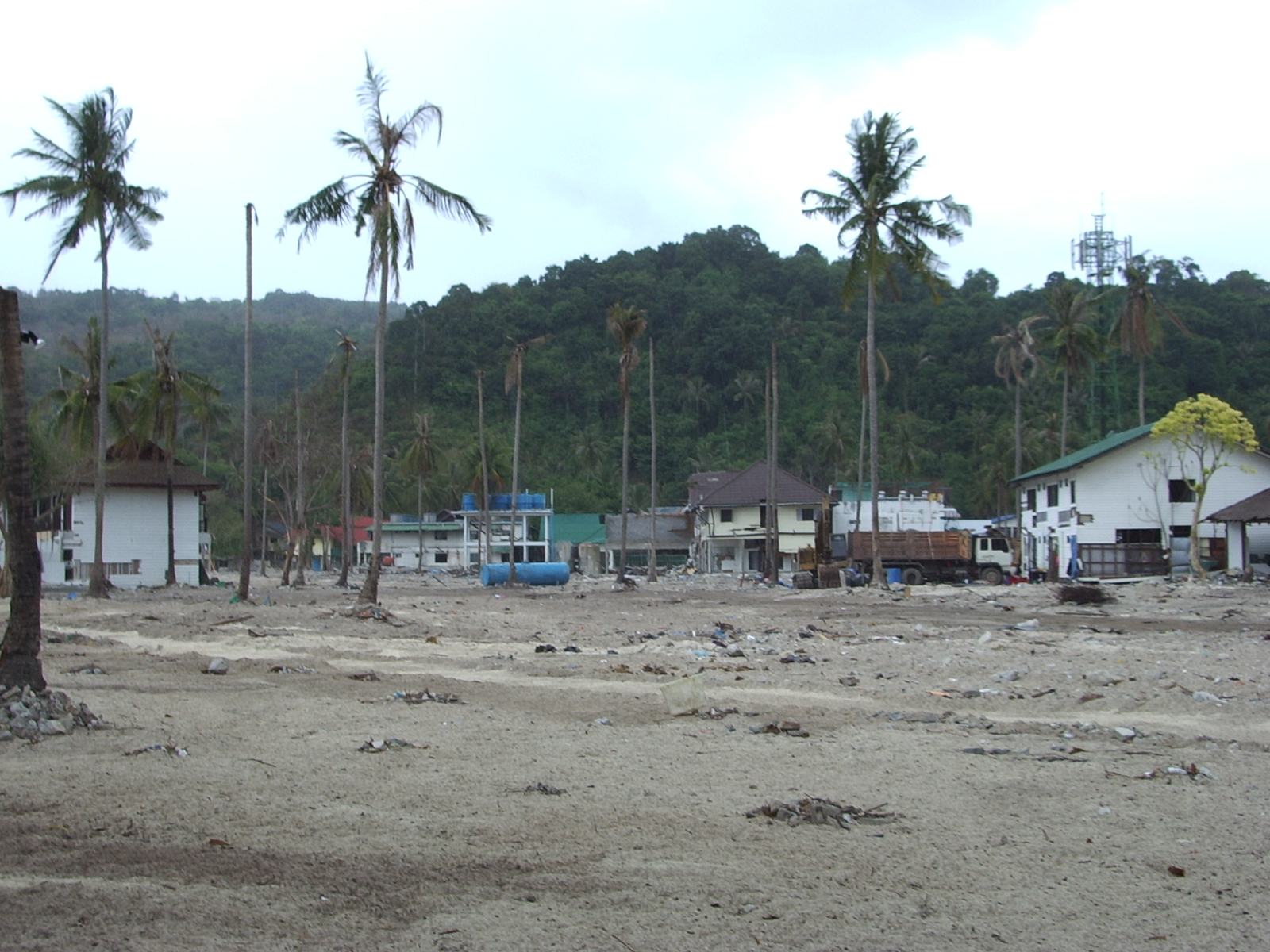
Phi Phi Don na de Tsunami

Er zijn archeologische vondsten gedaan die erop wijzen dat de Phi Phi-eilanden een van de oudste bewoonde gebieden van Thailand zijn.
Phi Phi Don werd tot in de late jaren 40 vooral bevolkt door vissers en later werden kokosplantages de belangrijkste inkomstenbron. Tegenwoordig leeft men voornamelijk van het toerisme.

### Tsunami 2004
De eilanden werden ernstig getroffen door de gevolgen van zeebeving in de Indische Oceaan in 2004 bij Sumatra in Indonesië. De vloedgolven die het land bereikten bij de Phi Phi-eilanden, varieerden in hoogte van 3 tot 6,5 meter en veroorzaakten zeer grote schade. Van de 10.000 mensen die op dat moment volgens schattingen op de eilanden aanwezig waren, kwamen er meer dan 1000 om. Het grootste deel van de infrastructuur werd verwoest, maar inmiddels is vrijwel alles weer hersteld.

## Eilanden
Zes eilanden vormen de eilandengroep Phi Phi, waarvan Koh Phi Phi Don (28 km²) veruit het grootste is. Ook Koh Phi Phi Lee wordt veel door toeristen bezocht. De overige eilanden zijn niet meer dan grote rotsen die uit de zee omhoog komen.

### Koh Phi Phi Don
Het grootste eiland van de Phi Phi-eilandengroep bestaat eigenlijk uit twee eilanden die met elkaar verbonden worden door een smalle strook vlak land. Op dit deel van het eiland bevinden zich het grootste dorp van het eiland en de meeste resorts.

### Koh Phi Phi Lee
Het eiland is het op een na grootste van de groep en heeft steile rotswanden die twee ondiepe baaien omsluiten: Maya Bay en  Loh Samah. Ook heeft het eiland een grote ondiepe inham ( Pi Ley) met een klein koraalrif.

#### The Beach
In 2000 werd Koh Phi Phi Lee in de film The Beach met onder andere Leonardo DiCaprio neergezet als een tropisch paradijs, wat een positieve impuls heeft gegeven aan het toerisme. Er is veel kritiek geweest op de wijze waarop de productiemaatschappij 20th Century Fox in het natuurgebied met bulldozers op het strand heeft gegraven. Er zou geld zijn betaald aan de lokale overheid voor de overtreding van de strenge Thaise regels voor de bescherming van het nationaal park.

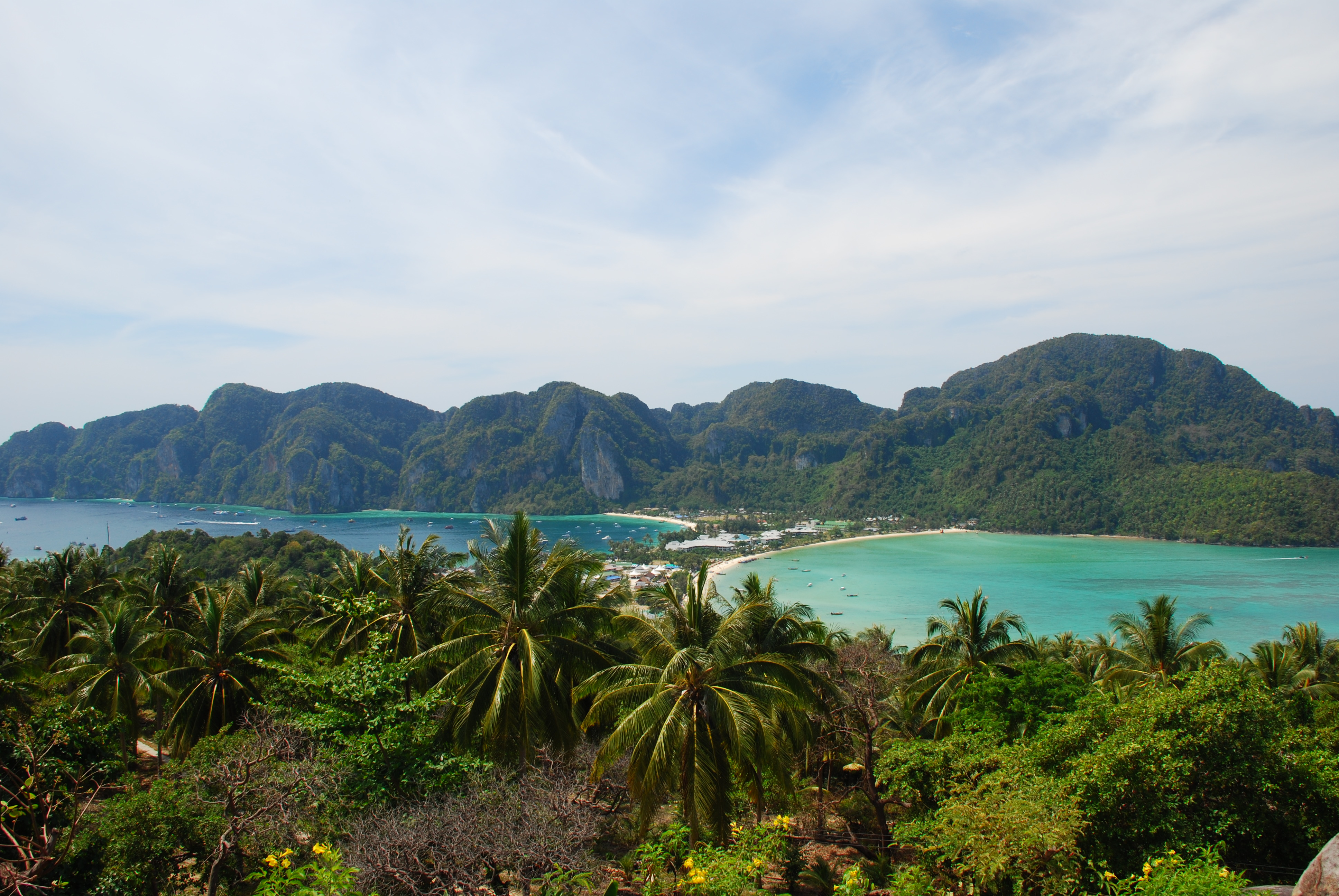
Koh Phi Phi Don
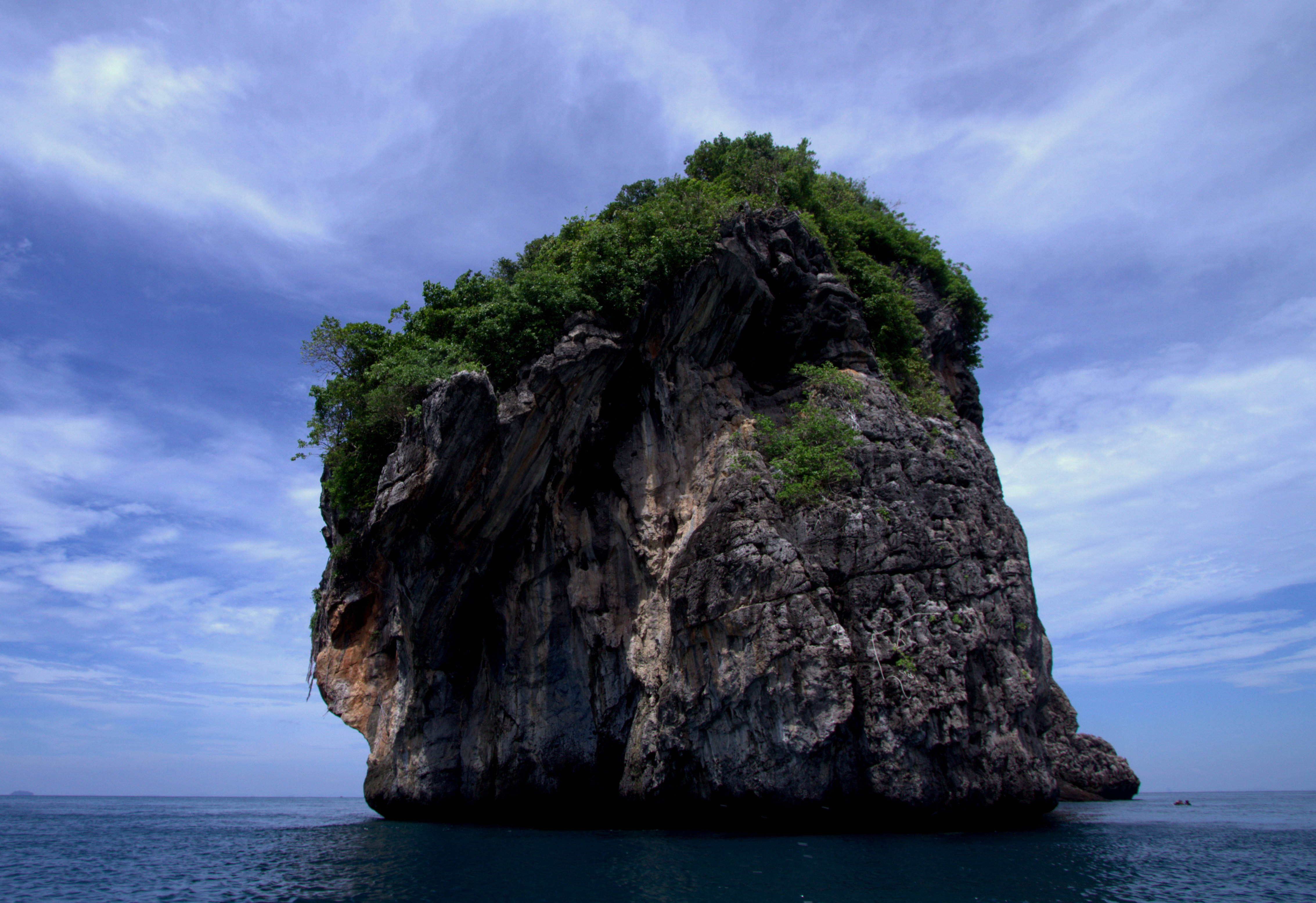
Nui Bay, Koh Phi Phi Don
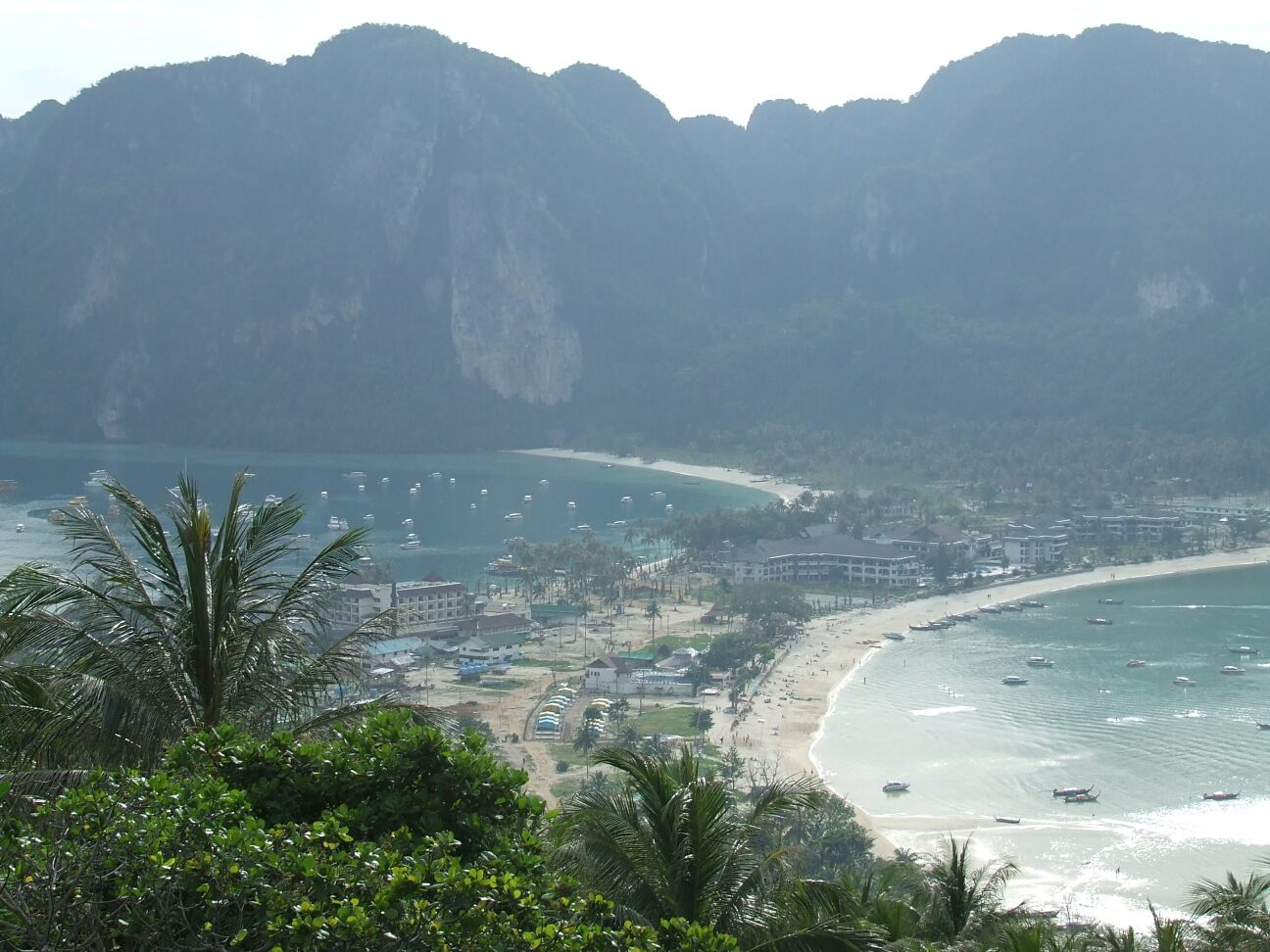
Koh Phi Phi Don
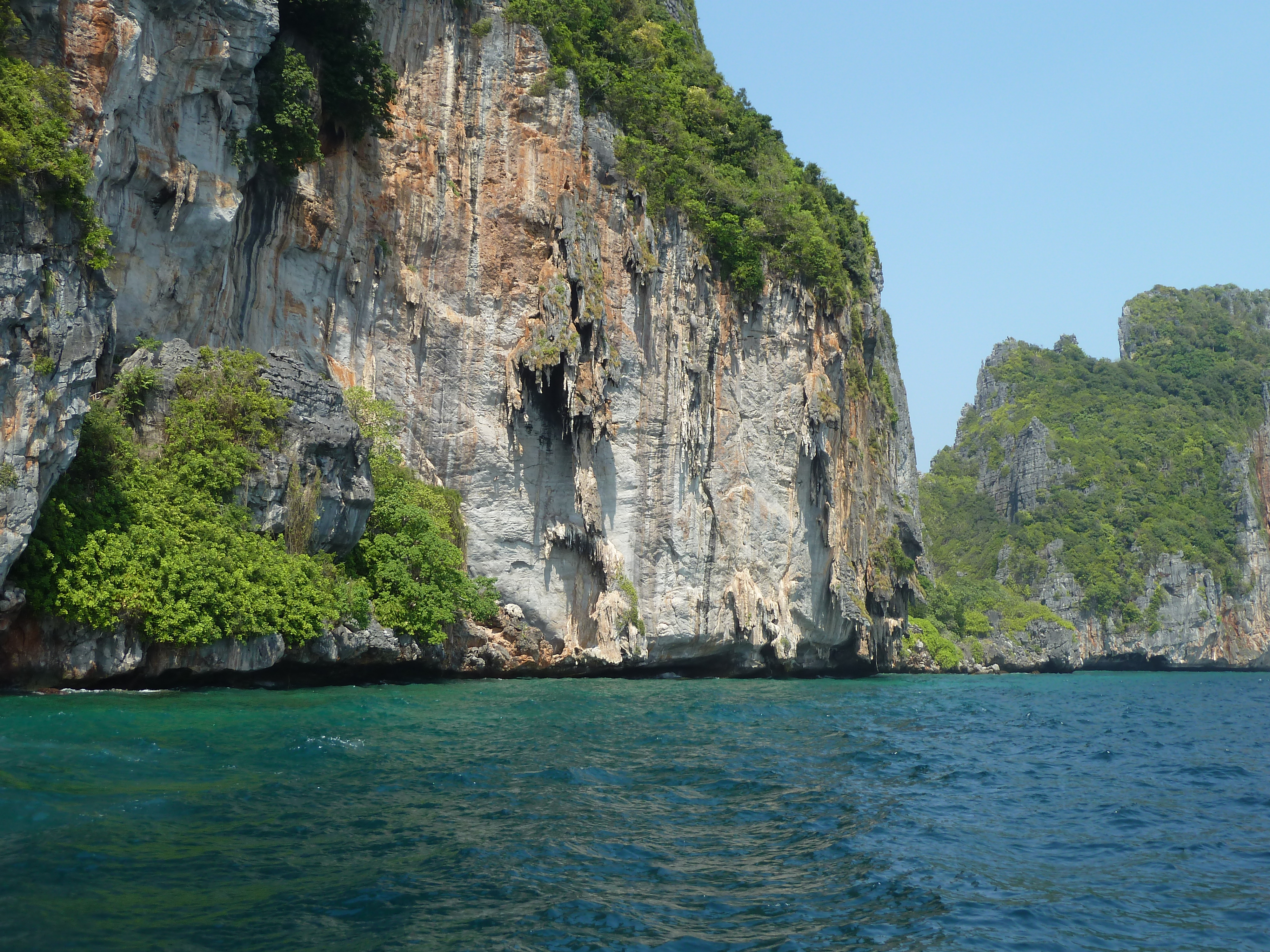
Baai bij Viking Cave, Koh Phi Phi Lee
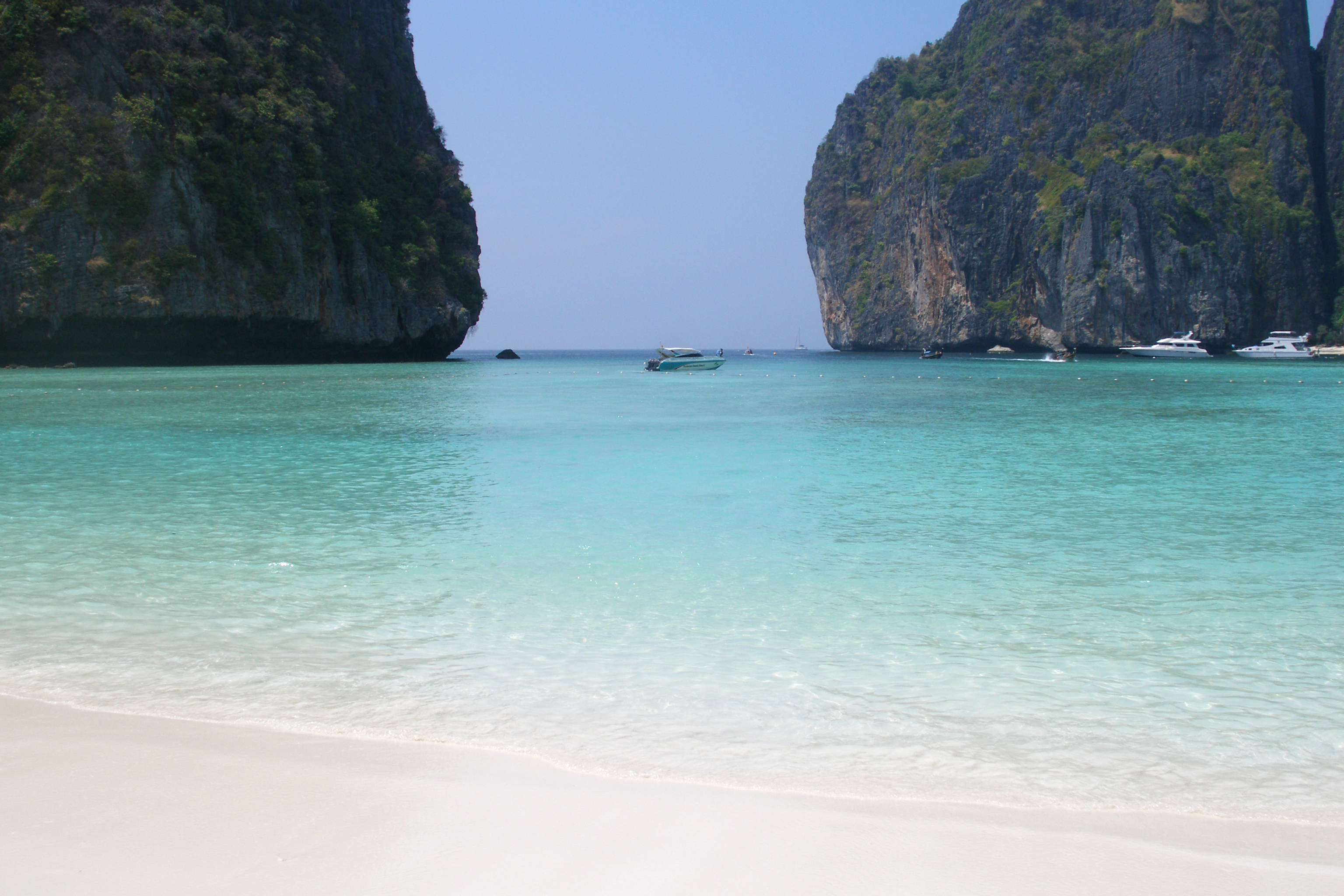
Maya Beach, Koh Phi Phi Lee

## Toerisme
Zo'n 40 jaar geleden waren de Phi Phi-eilanden nog een oase van rust. Alleen de echte avonturiers gingen naar de eilanden toe en verbleven dan in simpele accommodaties. Veel faciliteiten waren er niet. Sinds de jaren 90 is het toerisme enorm opgekomen. Overdag komen duizenden toeristen op dagtrip vanuit Phuket of Krabi.